# 小行星5739
小行星5739（英語：5739 Robertburns）是一颗围绕太阳公转的小行星。1989年11月24日，罗伯特·H·麦克诺特在赛丁泉山发现了此天体。
这颗小行星的绝对星等为299.94211等。